# Willem Pasdeloup
Willem Pasdeloup (Amsterdam, 10 juni 1917 – aldaar, 11 januari 1943) was een Nederlandse verzetsstrijder in de Tweede Wereldoorlog. Hij werd door het verzet geliquideerd nadat hij na zijn arrestatie voor de Duitse Sicherheitsdienst was gaan werken.

## Levensloop
Pasdeloup studeerde tussen 1937 en 1940 aan de Koninklijke Militaire Academie om officier te worden in het Koninklijk Nederlands Indisch Leger. De Duitse inval in Nederland maakte hij in de rang van cadet mee in Haarlem.  Rond jonkheer Johan Schimmelpenninck ontstond in de zomer van 1940 een verzetsgroep die later opging in de Ordedienst. Pasdeloup werd een van Schimmelpennincks adjudanten en vervulde onder andere de rol van koerier.

### Arrestatie
In de nacht van 18 op 19 januari  1942 zouden Herman Wiardi Beckman, Peter Tazelaar, Gerard Dogger en Frans Goedhart vertrekken naar Engeland. Zij zouden van het strand van Scheveningen worden opgepikt door de groep-Hazelhoff Roelfzema en vervolgens met een torpedoboot naar de andere kant van de Noordzee worden gebracht. Pasdeloup vergezelde hen omdat hij op het strand een zender voor de geheime agenten Johannes ter Laak en Willem Jacobus van der Reijden in ontvangst zou nemen. De Duitse Abwehr was via de V-mann Matthijs Ridderhof op de hoogte van de komst van een Engelse boot en waren alert, waardoor Pasdeloup, Wiardi Beckman en Frans Goedhart werden aangehouden.
Pasdeloup leed aan claustrofobie. Om hem onder druk te zetten werd hij vastgeketend in zijn cel. Zijn ondervragers dreigden zijn half-joodse verloofde Wiesje Bendien te doden. Onder die druk zegde Pasdeloup toe om voor de Duitsers te gaan werken. De Gestapo plande voor Pasdeloup een ontsnapping uit het zogeheten Oranjehotel. Pasdeloup vertelde dit aan zijn celgenoot, de jood Mozes Brandon Bravo. Brandon Bravo lichtte de onderdirecteur van de gevangenis in die dit weer doorspeelde aan Joseph Schreieder. Schreieder wilde aanvankelijk de hele zaak afblazen, maar na overleg met zijn collega Bruno Wolf werd besloten om Bravo ook in te schakelen als V-Mann.

### V-mann
Brandon Bravo en Pasdeloup "ontsnapten" op 18 april 1942 uit het huis van bewaring en zocht weer toenadering tot het verzet.  Op 5 mei 1942 had Pasdeloup een afspraak met de OD-mannen Pim Boellaard, Cor Gootjes en Johan de Jonge Melly. Na afloop werden de drie mannen gearresteerd. Boellaard zat tot het einde van de oorlog vast in verschillende concentratiekampen, terwijl Gootjes overleed in gevangenschap. De Jonge Melly werd een jaar na zijn arrestatie geëxecuteerd op de Leusderheide.
In de maanden werden meerdere verzetsmensen door toedoen van Pasdeloup gearresteerd. In november 1942 viel Henk Hos in Duitse handen, twee weken later gevolgd door verzetsman Wim Speelman. Beiden vervulden een prominente rol bij de verzetskrant Vrij Nederland. Speelman had bovendien een pistool bij zich en wachtte hoogstwaarschijnlijk de doodstraf. Op 30 december 1942 wist Speelman te ontsnappen uit het Grootseminarie Haaren door een tralie uit zijn cel los te wrikken. Pasdeloup was naast de gearresteerden de enige die op de hoogte was van de locatie van de vergadering waar Speelman aangehouden werd. Speelman had in de gevangenis van een Duitser te horen dat Pasdeloup een V-Mann was en speelde zijn verdenkingen door aan de OD-leiding.

### Liquidatie
De OD-leiding Pieter Jacob Six liet in januari 1943 Pasdeloup liquideren: hij werd in Amsterdam doodgeschoten, en zijn lijk werd in een gracht gegooid. 